# Сельское поселение Кирилловка
Сельское поселение Кирилловка — муниципальное образование в Ставропольском районе Самарской области.
Административный центр — село Кирилловка.

## Административное устройство
В состав сельского поселения Кирилловка входит 1 населённый пункт:
- село Кирилловка.